# Marco Rota
Marco Rota, född 18 september 1942 i Milano, är en italiensk serieskapare, mest känd för sina Disneyserier.
Rotas första arbete med serier blev publicerat 1958. Under 1960-talet ritade han Stålmannen, Batman och erotiska serier. Han gjorde sin första serie med Musse Pigg 1971. I framtiden skulle han dock främst arbeta med Kalle Anka och Joakim von Anka. Han är främst känd för sin egen karaktär Kalle Vildand, som är ett medeltidsalterego till Kalle Anka.
Förutom att arbeta med etablerade karaktärer gör även Rota originalserier. För tillfället arbetar han för det danska företaget Egmont.[när?]
Tillsammans med de två Egmontredaktörerna Lars Bergström och Stefan Printz-Påhlson skapade han 1987 albumserien Kalle Anka och Tidsmaskinen.
Rota är känd för de många detaljer som kan finnas i hans serier, och för hans kärlek till flygplan och vikingar.